# گرودک (شهرستان بیاوستوک)
گرودک (به لهستانی:  Gródek) یک روستا در لهستان است که در گمینا گرودک واقع شده‌است. گرودک  ۲٬۹۰۰ نفر جمعیت دارد.